# Claudio Giuliodori
Claudio Giuliodori (Osimo, 7 de janeiro de 1958) é assessor eclesiástico e capelão geral da Università Cattolica del Sacro Cuore.
O arcebispo de Ancona-Numana, Carlo Maccari, o ordenou sacerdote em 16 de abril de 1983. Foi incardinado em 30 de setembro de 1986 no clero da Arquidiocese de Ancona-Osimo.
Bento XVI nomeou-o em 22 de fevereiro de 2007 Bispo de Macerata-Tolentino-Recanati-Cingoli-Treia. Foi ordenado bispo pelo Cardeal Vigário Camillo Ruini em 31 de março do mesmo ano; Os co-consagradores foram Angelo Bagnasco, Arcebispo de Gênova, Giuseppe Betori, Secretário Geral da Conferência Episcopal Italiana, Luigi Conti, Arcebispo de Fermo, e Edoardo Menichelli, Arcebispo de Ancona-Osimo. Como lema escolheu Gratia et Veritas. Em 26 de fevereiro de 2013, o Papa o nomeou assessor eclesiástico e capelão geral da Università Cattolica del Sacro Cuore, a maior universidade não estatal da Europa.